# Русскін Сергій Вікторович
Сергій Вікторович Русскін (нар. 22 серпня 1955) — радянський і російський актор.

## Біографічні відомості
Народився 22 серпня 1955 р. у м. Легниця (Польща). Закінчив Ленінградський суднобудівничий інститут (1981) та режисерський факультет Ленінградського державного інституту театра, музики і кінематографії (1991, майстерня Г.Товстоногова).
Працював у театрах Ленінграда.
З 1992 р. викладає у Санкт-Петербурзькій державній академії театрального мистецтва.

## Фільмогрвфія
Знявся у фільмах:
- «День янгола» (1980, співробітник УГРО)
- «Подвиг Одеси» (1985, капітан Чуваєв (немає в титрах); Одеська кіностудія)
- «Сентиментальна подорож на картоплю» (1986, Ігор)
- «Петербурзька фантазія» (1987)
- «Серпень на спливі» /рос. Убегающий август (1989, міліціонер)
- «Воно» (1989, донор)
- «Єврейське щастя» (1990, Рудий)
- «Духів день» (1990, вчитель історії)
- «Пустеля» (1991, Левій (Матвій); Одеська кіностудія)
- «Божевільні» (1991, мужик (немає в титрах)
- «Іржа» (1991, Сергій)
- «Лапа» (1991, слідчий)
- «Я — Іван, ти — Абрам» (1993)
- «Російська симфонія» (1994)
- «Музика кохання. Незакінчене кохання» (1994, Франція—Росія)
- «Експрес до Пекіна» (1994, пілот)
- «Одкровення незнайомцю» (1995, детектив; Франція—Росія)
- «Особливості національного полювання» (1995, Сергій Олегович Савенко)
- «Принциповий і жалісливий погляд» (1996)
- Операція «З Новим роком!» (1996, Сергій Олегович)
- «Упир» (1997, «Блатний», підручний Господаря)
- «Вулиці розбитих ліхтарів» (1998, телесеріал; кілер у серіях «Третій зліва», «Справа репортера», «Підставка»)
- «Особливості національної риболовлі» (1998, Сергій Олегович)
- «Хрустальов, машину!» (1998, гебешник (немає в титрах)
- «Тіло буде віддано землі, а старший мічман співатиме» (1998, Мішель)
- «Барак» (1999)
- «Бандитський Петербург. Фільм 5. Опер» (2003, начальник в'язниці в Нижньому Тагілі)
- «З новим роком! З новим щастям!» (2003, Кастанеда)
- «Угорська красуня» / Magyar szépség (2003, Угорщина)
- «Ідіот» (2003, телесеріал; слуга)
- «Брежнєв» (2005, телесеріал; черговий лікар)
- «Там, де живе любов» (2006, Аркадій Олегович, батько Єви; Росія—Україна)
- «Особливості національної підлідної ловлі, або Відрив по повній» (2007)
- «Шекспіру і не снилося» (2007, Мокій Петрович)
- «В очікуванні дива» (2007, прокурор)
- «Олександр. Невська битва» (2008, Гаврила Олексич, керівник загону русичів)
- «Петро Перший. Заповіт» (2011, банщик імператора)
- «У тумані» (2012, перший поліцай; реж. С. Лозниця)
- «Лагідна» (2017, начальник в'язниці; реж. С. Лозниця)
- «Лікар Ріхтер» (2017)
- «Донбас» (2018, Чапай, переодягнений; реж. С. Лозниця)
- «Алекс Лютий. Справа Шульца» (2022, Андрійчик)
- «Шаляпін» (2023) та ін.